# David Brin
Glen David Brin (Glendale, Kalifornia, 1950, október 6. –) amerikai asztrofizikus, író. Tudományos fantasztikus regényeiért kapott már Hugo-díjat, Locus-díjat és Nebula-díjat is.

## Élete
Brin 1950-ben született a kaliforniai Glendale-ben, és 1973-ban diplomázott csillagászként a California Institute of Technology-n. Tanulmányait ezután a San Diegóban a Kaliforniai Egyetemen folytatta, ahol alkalmazott fizikából szerezte meg M.Sc. fokozatát 1978-ban, majd filozófiából doktorált 1981-ben.
Jelenleg Dél-Kaliforniában él lányával és két fiával, műveit több mint 20 nyelvre fordították már le.

## Bibliográfia

### Sci-fi
Brin tudományos-fantasztikus munkáit általában a hard science fiction kategóriájába szokás sorolni.

#### Az Uplift történetek
- Sundiver (1980)
- Csillagdagály (1983) – Hugo és Locus SF díjas regény, 1984 ; Nebula-díjas regény, 1983
- The Uplift War (1987) – Hugo és Locus SF díjas regény, 1988 ; Nebula-díjra jelölt regény, 1987
- The Uplift Storm Trilogy:
  - Brightness Reef (1995) – Hugo és Locus SF díjra jelölt regény, 1996 
  - Infinity's Shore (1996)
  - Heaven's Reach (1998) ISBN 0-553-57473-6

#### Egyéb sci-fi
Brin több, önálló regényt is írt:
- The Practice Effect (1984)
- A jövő hírnöke (1985) – Campbell és Locus SF díjas regény, Hugo-díjra jelölt regény, 1986 ; Nebula-díjra jelölt regény, 1985  Eredetileg három részes novellaként jelent meg az Asimov’s Science Fiction Magazine-ban. (Kevin Costner készített belőle filmet 1997-ben.)
- Heart of the Comet (1986) (társszerzőként Gregory Benforddal) – Locus SF díjra jelölt regény, 1987
- Earth (1990) – Hugo és Locus SF díjakra jelölt regény, 1991
- Glory Season (1993) – Hugo és Locus SF díjakra jelölt regény, 1994
- Kiln People (2002) – magyar nyelven: Dettó (2009) – Campbell, Clarke, Hugo, és Locus SF díjakra jelölt regény, 2003 . Mind a négy díj szavazásán második helyen végzett, és négy másik könyv előzte meg négy szavazáson.
- Forgiveness (2002)
- The Life Eaters (2003)
- Existence (2012)

Novelláskötetei:
- The River of Time (1986)
- Otherness (1994)
- Tomorrow Happens (2003)

Egy további jól ismert munkája az a regénye, amely teljessé teszi Isaac Asimov legendás Alapítvány-univerzumát:
- Az Alapítvány győzelme (1999)

### Egyéb művek
- The Transparent Society: Will Technology Force Us to Choose Between Privacy and Freedom? (1998) ISBN 0-7382-0144-8 – megnyerte az American Library Association Freedom of Speech díját.
- Star Wars on Trial : Science Fiction and Fantasy Writers Debate the Most Popular Science Fiction Films of All Time (2006) ISBN 1-932100-89-X

## Magyarul
- Csillagdagály; ford. Hoppán Eszter; Valhalla Páholy–Neotek, Bp., 1996
- A jövő hírnöke; ford. Mohácsi Enikő; Szukits, Szeged, 1998
- Az Alapítvány győzelme; Isaac Asimov nyomán; ford. Szántai Zsolt; Szukits, Szeged, 1999
- Dettó. Kiln people; ford. Haklik Norbert; Metropolis Media, Bp., 2009 (Galaktika fantasztikus könyvek)
- Existence, 1-2.; ford. Tamás Gábor; Metropolis Media, Bp., 2014 (Galaktika fantasztikus könyvek)
  - 1. A létezés csapdája
  - 2. A létezés titka